# منیون‌یوکی
منیون‌یوکی (فنلاندی: Muonionjoki) رودخانه ای در شمال فنلاند و سوئد است. که به نوبه خود شاخه‌ای از رودخانه تورن است. این دو رودخانه با هم مرز ملی فنلاند و سوئد را تشکیل می دهند. طول این رودخانه ۲۳۰ کیلومتر است.